# Melina León (directora)
Melina León Castro (Lima, 1977) es una directora de cine peruana radicada en Nueva York. Estrenó su ópera prima, Canción sin nombre, en la Quincena de Realizadores de Cannes 2019, lo que la convirtió en la primera directora peruana en ser seleccionada por el festival. 

## Biografía
Cursó estudios de cine en la Universidad de Lima y posteriormente una maestría en la escuela de cine de la Universidad de Columbia gracias a una beca de tres años con fondos provistos por la Asociación de la Prensa Extranjera en Hollywood (HFPA).
Es fundadora de la productora audiovisual La Vida Misma Films, junto a Inti Briones y Michael J. White.

## Filmografía
- Una 45 para los gastos del mes (cortometraje, 2000)[2]
- Silencio, (cortometraje, 2002)[4]
- Girl with a walkman (cortometraje, 2007)[5][6]
- El paraíso de Lili (cortometraje, 2011)[7]
  - Tuvo su debut internacional en el 47th New York Film Festival.
  - Mejor Película Latinoamericana en el Festival Internacional de Cortometrajes de Sao Paulo
- Canción sin nombre (2019)[2]

## Premios
Conacine
- Premio al mejor cortometraje, 2001 - Una 45 para los gastos del mes
- Premio al mejor cortometraje, 2009 - El paraíso de Lili

Festival de Cine de Lima
- Mejor guion de película nacional[8] - Canción sin nombre

Festival de Cine de Madrid
- Premio al Mejor Largo PNR, 2020[9] - Canción sin nombre

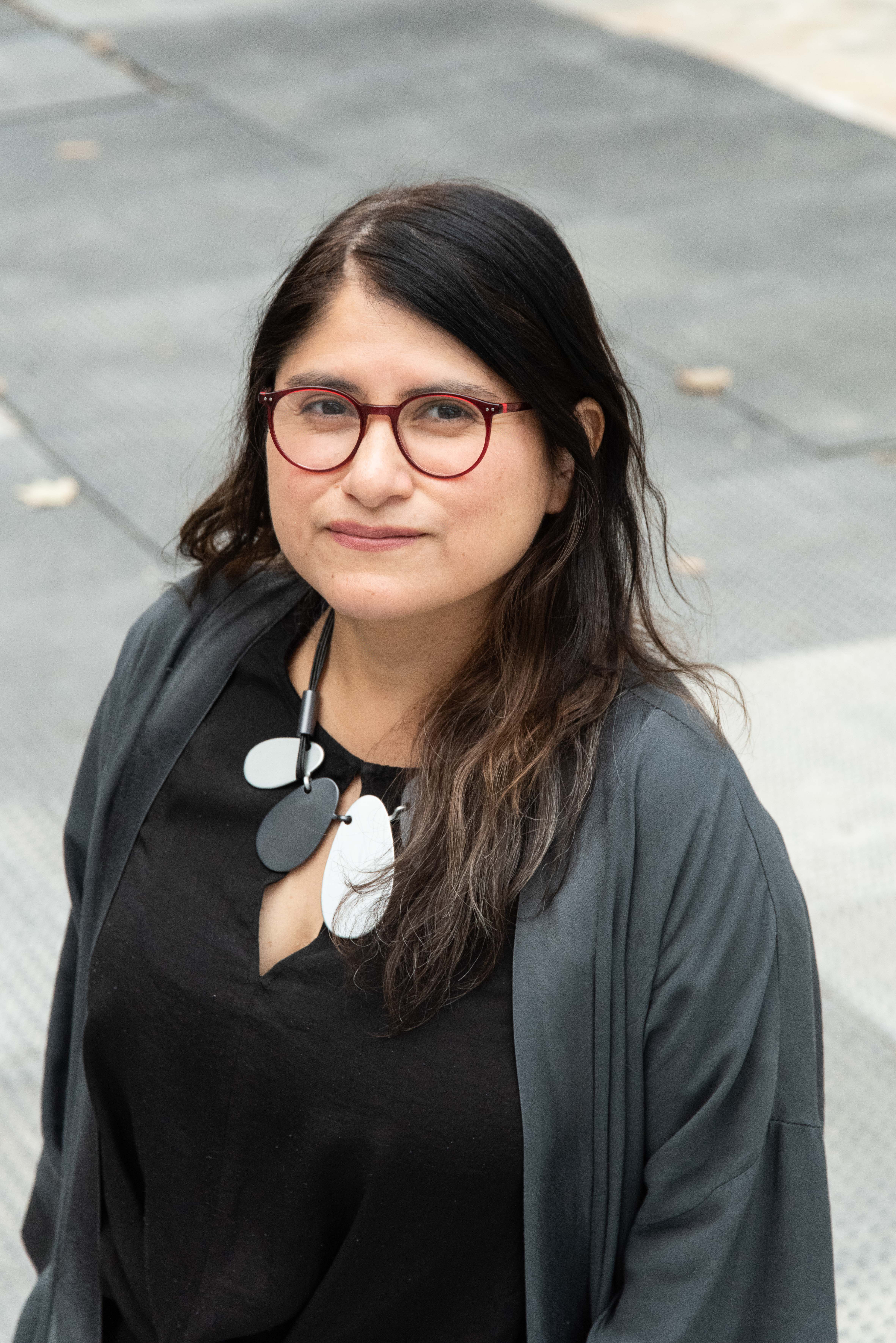
Foto de Ferrante Ferranti

- Premio al Mejor Largo Festival de Estocolmo (Suecia)

- Premio al Mejor largometraje[10] - Canción sin nombre

- Premio a la Mejor Fotografía[10] - Canción sin nombre

Filmfest München (Alemania)
- Premio a la Mejor película internacional[11] - Canción sin nombre

Festival de Thessaloniki (Grecia)
- Premio a la Mejor dirección - Canción sin nombre

Festival du Nouveau Cinéma de Montreal (Canadá)
- Premio a la Mejor película - Canción sin nombre

Festival de Cine Iberoamericano de Huelva (España)
- Premio al Mejor largometraje - Canción sin nombre